# おてて絵本
おてて絵本（おててえほん）とは、両手を本に見立て、想像力を働かせて物語を作り上げていく親子遊び。子供の想像力に任せて、子供から物語を引き出す手法をとっている。

## 概要
おてて絵本は、新潟市西区の絵本作家サトシン（本名：佐藤 伸）が提唱した親子ごっこで、彼が1990年代の初め頃に長女と遊んでいた時に思い付いたもので、お互いに物語を即興で作り、絵本をめくるように手のひらを動かしながら、語り進めていくスタイルとなっている。
サトシンは、2007年4月から、各地の保育園などおてて絵本のワークショップを開くなどして、おてて絵本の普及を行っている。現在、子どもの想像力をはぐくむ遊びとして全国的に広がりを見せている。

## おてて絵本を扱った作品

### 書籍
- 「おてて絵本ハンドブック」（東京法規出版）
- 「おてて絵本入門」（小学館） ISBN 978-4093110174
- 「きいてね!おてて絵本」（扶桑社） ISBN 978-4594059903

### テレビ番組
- みいつけた! - 「おててえほん」というコーナーでレギュラー放送されている。